# Мейсон, Ник
Ник Мейсон (англ. Nick Mason, полное имя Ни́колас Бе́ркли Ме́йсон, англ. Nicholas Berkeley Mason; род. 27 января 1944, Бирмингем) — британский музыкант, архитектор, автогонщик, музыкальный продюсер. Наиболее известен как один из основателей и барабанщик прог-рок-группы Pink Floyd.
Обучался в престижной лондонской школе «Frensham Heights School».

## Биография
Ещё во время учёбы на архитектурном отделении лондонского «Regent Street Polytechnic» Ник в 1965 году вошёл как перкуссионист в группу Pink Floyd. Лишь через 16 лет, последним из всех участников Pink Floyd Мейсон выпустил сольную работу — альбом Nick Mason’s Fictitious Sports, который Ник записывал в сотрудничестве с джазовой пианисткой Карлой Блей. Материал к этому альбому, который был более характерным для Карлы, чем для Мейсона, помогали записывать Роберт Вейтт, Крис Спеддинг и муж Блей — трубач Майкл Ментлер.
Другим увлечением Мейсона были гонки «Формула-1» и коллекционирование старых автомобилей. Отголоском этой страсти стал записанный в 1985 году вместе с бывшим участником группы 10cc Риком Фенном альбом «Profiles». До этого лонгплея, например, вышла новая версия композиции «Sh-boom» из репертуара группы Crew-Cuts, а также произведения, которые происходили из документального фильма режиссёра Майка Шаклтона «Life Could Be a Dream», которая рассказывала о увлечении Мейсона. В записи произведения «Life For A Lie», изданного на сингле, принял участие Дэвид Гилмор. Позже Мейсон и Фенн продолжили сотрудничество и, образовав фирму «Bamboo Music», помогли записать Дональду Кеймиллу альбом «White Of The Eye», а также поставляя музыкальные композиции для рекламы банка «Barclays» и сети музыкальных магазинов «HMV». Также Мейсон проявил себя в роли продюсера: его подопечными были группа Gong, Роберт Уайетт, Стив Хиллидж и панк-рок-группа The Damned.
В 1986 после целой серии судебных процессов с Роджером Уотерсом Мейсон вместе с Дэвидом Гилмором возродили деятельность Pink Floyd. Ник Мейсон является единственным участником группы, который был в её составе всю её историю — принимал участие в записи каждого альбома с момента основания и играл во всех концертах Pink Floyd. Автор мемуаров «Вдоль и поперёк: Личная история Pink Floyd» (англ. Pink Floyd: Inside Out).
В 2018 году создал группу Nick Mason’s Saucerful of Secrets, с которой отправился в тур с программой и лайт-шоу в духе ранних Pink Floyd. В декабре того же года стал Командором Британской империи.

## Дискография
Pink Floyd
- The Piper at the Gates of Dawn (1967)
- A Saucerful of Secrets (1968)
- Music from the Film More (1969)
- Ummagumma (1969)
- Atom Heart Mother (1970)
- Meddle (1971)
- Obscured by Clouds (1972)
- The Dark Side of the Moon (1973)
- Wish You Were Here (1975)
- Animals (1977)
- The Wall (1979)
- The Final Cut (1983)
- A Momentary Lapse of Reason (1987)
- Delicate Sound of Thunder (1988)
- The Division Bell (1994)
- P•U•L•S•E (1995)
- The Endless River (2014)

Полную дискографию см. Дискография Pink Floyd.
Сольный альбом
- Fictitious Sports (1981)

С Риком Фенном
- Profiles (1985)
- White of the Eye (1987)
- Tank Malling (1988)

С Майком Мантлером
- The Hapless Child (1976)
- Something There (1982)
- Live (1987)
- Rewiew (2000)
- Concertos (2008)

Продюсерские работы
- Principal Edwards Magic Theatre — The Asmoto Running Band (1971)
- Principal Edwards Magic Theatre — Round One (1974)
- Роберт Уайетт — Rock Bottom (1974)
- Gong — Shamal (1976)
- The Damned — Music for Pleasure (1977)
- Steve Hillage — Green (1978)